# L'àrab del futur
L'àrab del futur (en francés, L'Arabe du futur) és una sèrie de còmics autobiogràfica realitzada per Riad Sattouf. La sèrie, iniciada el 2014, consta de sis volums.

## Sinopsi
L'àrab del futur relata la infantesa de l'autor, nascut en França als anys 1980 però criat a Líbia primer, i a Síria posteriorment, dos països marcats en aquell moment per la ideologia del socialisme àrab.
En el primer volum, Riad descriu la reunió dels seus pares i la seva instal·lació a Líbia, aleshores al poble de Ter Maaleh a Síria. Assenta les bases dels principals temes de la sèrie: la imatge del pare, el context geopolític de l'Orient Mitjà de l'època i el contrast entre les cultures i tradicions europees i orientals.
En el segon volum, relata particularment les condicions de la seva vida d'escolar al seu poble rural sirià amb el transcurs de les lliçons, les relacions entre els nens, el lloc de la religió i la política en el sistema escolar.
En el tercer volum, Riad posa l'accent en les diferències culturals entre Orient i Occident: evoca esdeveniments religiosos com Nadal i Ramadà, la qüestió de la religió en general (tant musulmana com cristiana) i el context de la seva circumcisió.
En el quart volum, relata sobretot la seva adolescència a Bretanya amb la seva mare i els seus germans, mentre que el seu pare, cada cop més religiós, racista i negacionista de l'Holocaust, viu sol a l'Aràbia Saudita. Aquest volum marca la ruptura definitiva entre el pare i la resta de la família (cosa que ja s'havia preparat en els volums anteriors), sobretot per les diferències de pensament i estils de vida que s'hi oposen.
El cinquè volum relata la vida de la seva família després del segrest de Fadi, el seu germà petit, per part del seu pare. Riad relata el desamor entre la seva vida "adolescent" englobant les seves preguntes sobre el seu futur, el seu cercle social i el seu descobriment de sentiments d'amor, i la seva vida familiar marcada pel segrest de Fadi, els mitjans implementats per trobar-lo i la imatge del pare embrutada.
El sisè i últim volum presenta la vida artística de Riad. La seva mare encara està desesperada pel segrest del seu fill petit Fadi. El seu pare absent segueix enverinant la seva vida després de la seva marxa. Aquest volum revela la resolució dels drames que van sacsejar la seva família, fins a la guerra de Síria. També descobrim la seva trajectòria com a estudiant, els seus inicis al cinema, i sobretot com va realitzar el seu somni de tota la vida: convertir-se en autor de còmics. Aquests anys estan marcats per l'absència del pare, la veu del qual, tanmateix, continua omnipresent al llarg de la història, en forma d'una petita bombolla vermella enganxada en un racó de gairebé totes les caixes.

## Llista dels volums publicats en català
- “L'àrab del futur. Una joventut a l'Orient Mitjà (1978-1984)”. Salamandra Català (2015)
- “L'àrab del futur 2. Una joventut a l'Orient Mitjà (1984-1985)”. Salamandra Català (2016)
- “L'àrab del futur 3. Una joventut a l'Orient Mitjà (1985-1987)”. Salamandra Català (2017)

## Recepció crítica
En desembre de 2014 Télérama va llistar el primer volum de la sèrie com un dels 10 millors àlbums de còmic de l'any.
En juny 2015, poc després de l'aparició del segon volum, Le Figaro va considerar que es tractava d'una «excel·lent autobiografia», i el va anunciar com un èxit editorial amb 75.000 volums impresos. Del primer volum se n'havien publicat ja 200.000 còpies.
El novembre de 2022, quan va aparèixer el sisè volum a França, la sèrie havia estat traduïda a vint-i-dos idiomes i va vendre més de tres milions de còpies.

## Distincions
Primer volum
- Premi BD Stas/Ville de Saint-Étienne[10]
- Grand prix RTL de la bande dessinée 2014[10]
- Fauve d'or : prix du meilleur album al Festival d'Angoulême 2015[11]
- Finalista del Prix de la BD Fnac 2015[12]
- Los Angeles Book Prizes a la categoria Graphic Novel/comics[13][14] per a la versió americana (The Arab of the Future A Childhood in the Middle East, 1978-1984: A Graphic Memoir)